# Bardaï (département)
 (juin 2019).
Le département de Bardaï est un des quatre départements composant la province du Tibesti au Tchad. Son chef-lieu est Bardaï.

## Communes
Le département de Bardaï compte trois communes :
- Bardaï,
- Zoumri,
- Yebissoma.

## Histoire
Le département de Bardaï a été créé par l'ordonnance n° 038/PR/2018 portant création des unités administratives et des collectivités autonomes du 10 août 2018.
Il correspond à une partie du département du Tibesti Est de 2008.

## Administration
Préfets de Bardaï (depuis 2018)
- nd.